# تشارلي هاي
تشارلي هاي (بالإنجليزية: Charlie Hay)‏ هو لاعب كرة قدم أسترالية أسترالي، ولد في 4 نوفمبر 1881 في Seaford Meadows, South Australia ‏ في أستراليا، وتوفي في 23 أغسطس 1945 في Broadmeadows, Victoria ‏ في أستراليا.

## وصلات خارجية
- تشارلي هاي على موقع AustralianFootball.com (الإنجليزية)
- تشارلي هاي على موقع AFLtables.com (الإنجليزية)